# Abdullah Levent Tüzel
Abdullah Levent Tüzel, né le 1er janvier 1961 à Giresun, est un homme politique turc, avocat, et secrétaire général d'Emek Partisi (EMEP).

## Biographie
Abdullah Levent Tüzel est née à Giresun en 1961. Il est diplômé de la faculté de droit de l'université d'Istanbul et exerce son métier d'avocat depuis 1985. Il est un ancien membre de l'association des droits de l'homme d'Istanbul, et de l'association des avocats d'Istanbul. 
En 1996, il est l'un des fondateurs de Emek Partisi Emek Partisi (EMEP) et en est l'ancien président. 

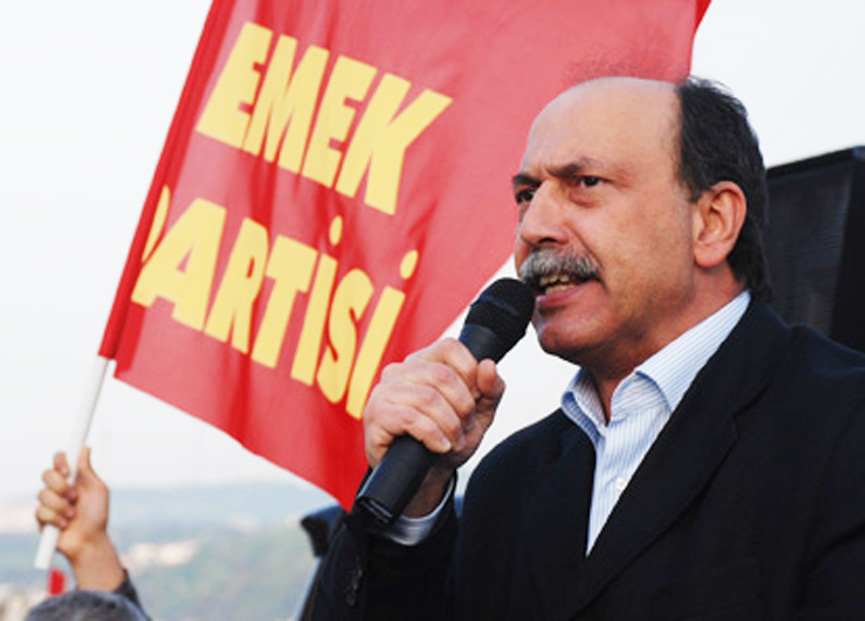
Abdullah Levent Tüzel en 2010

Le 1er juin 2007, il démissionne de son poste pour se présenter aux élections législatives le 22 juillet, dans la 3e circonscriptions d'Izmir en tant que candidat indépendant. Il fait partie des "Mille candidats d'espoir" (Bin Umut Adaylari), qui sont des membres de EMEP, DTP, ÖDP, SDP et d'autres associations. À la suite de ce scrutin, il obtient 3,14 % des voix soit 36 167 voix.
Lors des élections législatives du 12 juin 2011, il est élu député de la 3e circonscription d'Istanbul avec 5,35[réf. nécessaire] % (137 725 voix). Il se présentait en tant que candidat indépendant sous la bannière du "Bloc du travail, de la liberté et de la démocratie" qui est rallié au Parti pour la paix et la démocratie (Baris ve Demokrasi Partisi). Il participe à la création du Parti démocratique des peuples en 2013.